# Bitwa pod Lissą

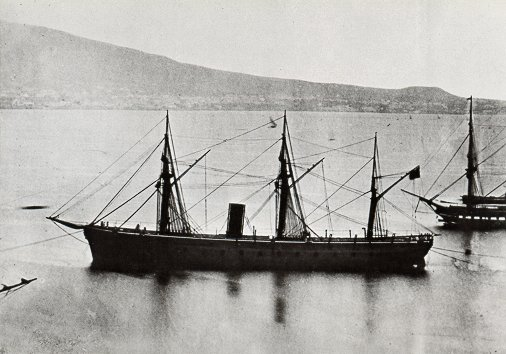
Włoski okręt flagowy "Re d'Italia"

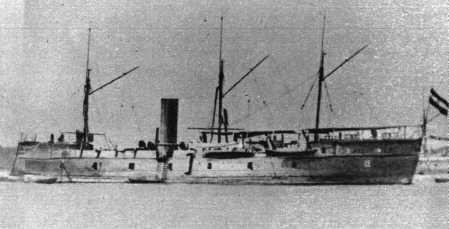
Austriacki okręt flagowy "Ferdinand Max"

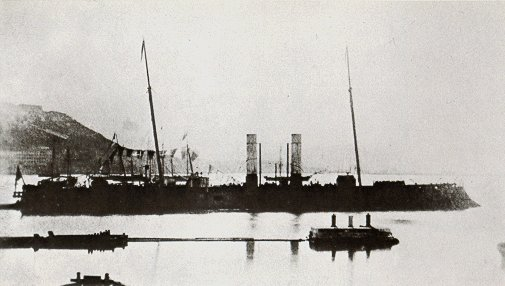
Najnowocześniejszy okręt – włoski taranowiec "Affondatore"

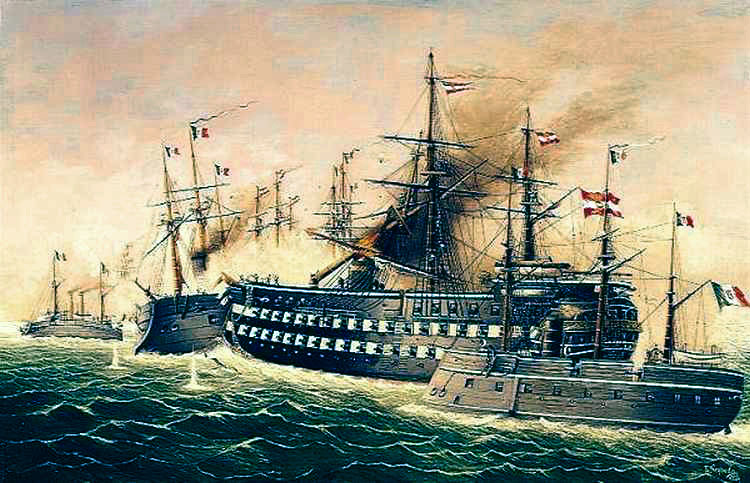
Austriacki okręt liniowy "Kaiser" taranuje włoską fregatę "Re di Portogallo"

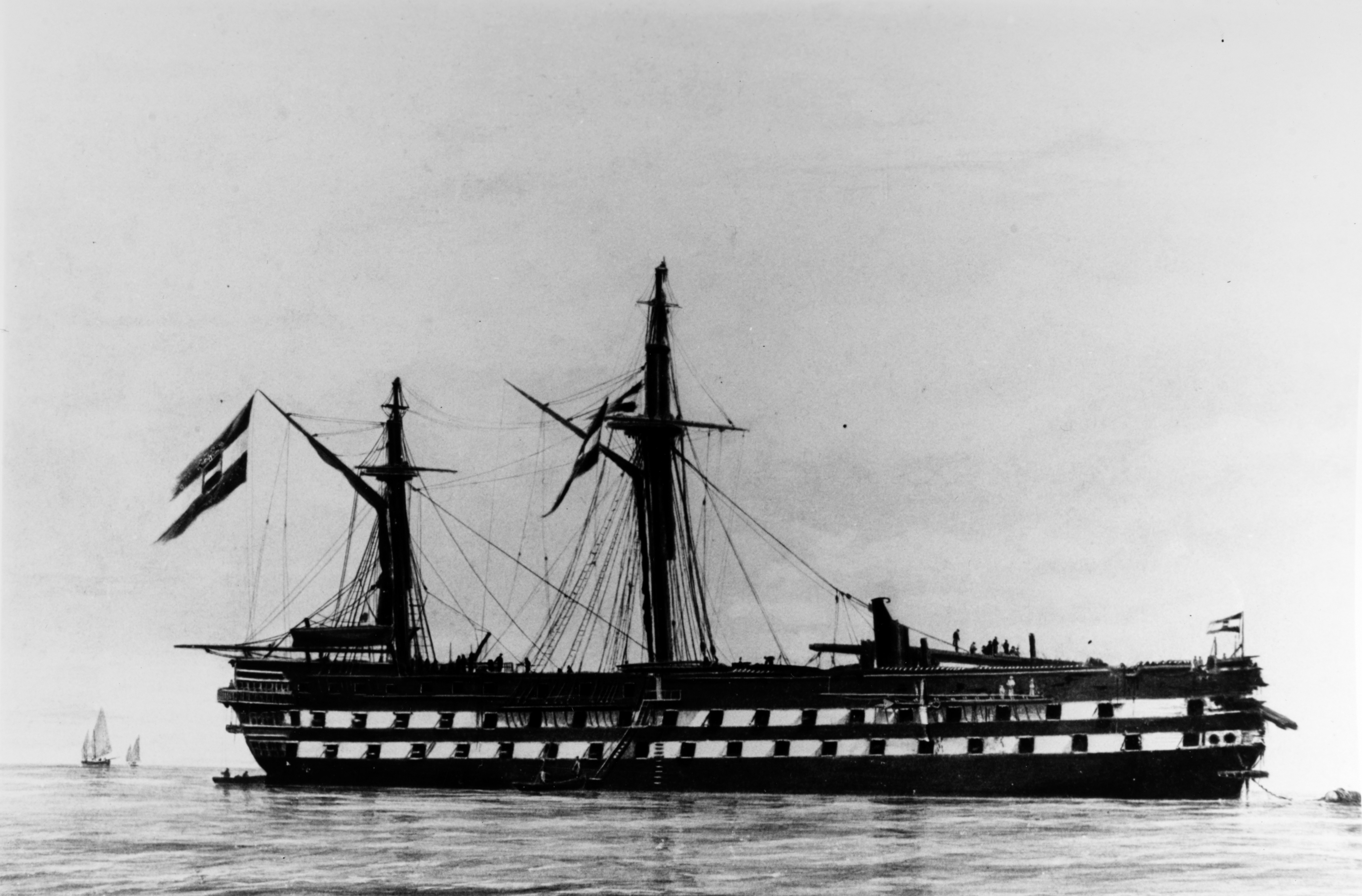
Uszkodzony "Kaiser" po bitwie

Bitwa pod Lissą – bitwa morska pomiędzy flotą włoską a austriacką podczas wojny włosko-prusko-austriackiej 1866 roku, stoczona 20 lipca 1866 koło wyspy Lissa (Vis) na Morzu Adriatyckim, zakończona zwycięstwem austriackim. Była to pierwsza bitwa morska eskadr okrętów pancernych.

## Podłoże
Po wybuchu 17 czerwca 1866 wojny pomiędzy Prusami i wspierającymi je Włochami a Austrią, floty włoska i austriacka na Morzu Adriatyckim nie podejmowały początkowo większej aktywności. Flota włoska była silniejsza liczebnie, lecz mimo to jej dowódca, admirał Carlo di Persano, unikał walnego starcia, piętrząc przeszkody w raportach i oczekując na przybycie nowoczesnego okrętu pancernego "Affondatore". Dowódcą słabszej floty austriackiej był ambitny kontradmirał Wilhelm von Tegetthoff, który odznaczył się wcześniej pod Helgolandem. Bazą floty włoskiej była Ankona, bazą floty austriackiej – Pola (Pula). W końcu, po klęsce włoskiej na lądzie w bitwie pod Custozą, król Wiktor Emanuel II zażądał od floty bardziej zdecydowanych działań w kierunku zniszczenia floty austriackiej. Mimo że admirał Persano w dalszym ciągu nie podjął działań zmierzających do walnej bitwy, postanowił uzyskać zdobycz terytorialną. Wybór padł na leżącą na Adriatyku, 30 mil morskich od wybrzeży Dalmacji i 70 mil od wybrzeży Włoch, ufortyfikowaną wyspę Lissa (Vis).
18 lipca 1866 cała flota włoska pojawiła się na wodach wokół Lissy i rozpoczęła ostrzał trzech portów znajdujących się na wyspie. Pomimo bombardowania pozycji artylerii i umocnień na wyspie przez 2 dni, jej opanowanie nie powiodło się, a włoska pancerna korweta "Formidabile" odniosła spore uszkodzenia przy próbie wdarcia się do portu św. Jerzego.
20 lipca około godziny 8 rano eskadra włoska stojąca na północ od wyspy dostrzegła flotę austriacką, nadciągającą z północnego zachodu. Pancerne okręty włoskie ustawiły się na północ od wyspy w szyku torowym, skierowanym na północ, w linii rozciągniętej na około 5 km, prostopadle do nadciągających z ich lewej strony Austriaków. Zasłaniały w ten sposób jednocześnie własne jednostki drewniane.

## Siły
Okręty biorące udział w bitwie stanowiły zlepek różnych typów okresu przejściowego, wszystkie jednak były już parowe, posiadając także pomocnicze ożaglowanie. Większość okrętów miała napęd śrubowy, jedynie kilka małych kanonierek miało napęd bocznokołowy. Trzon obu flot stanowiły wczesne pancerniki, klasyfikowane wówczas zależnie od wielkości jako pancerne fregaty lub pancerne korwety. Z wyjątkiem 4 włoskich stalowych okrętów, pozostałe pancerniki były jeszcze konstrukcji drewnianej, pokryte płytami pancernymi. Większość okrętów obu stron stanowiły jednak drewniane i nieopancerzone fregaty i korwety. Z wyjątkiem najnowszego włoskiego okrętu pancernego "Affondatore", klasyfikowanego jako pancerny taranowiec, który był uzbrojony w dwa działa w wieżach artyleryjskich, wszystkie pozostałe miały działa umieszczone w bateriach burtowych. Niektóre okręty wyposażone były w taran.
Siły włoskie składały się z 12 okrętów pancernych (7 fregat pancernych, 1 pancernego taranowca i 4 korwet pancernych), oraz 19 okrętów drewnianych (fregat, korwet i kanonierek). Uszkodzona poprzednio pancerna korweta "Formidabile" nie wzięła jednak udziału w walce. Włoskie okręty były przy tym nieco nowocześniejsze od ich austriackich odpowiedników i posiadały nowszą artylerię, złożoną w większości z dział gwintowanych (austriackie – z gładkolufowych).
Trzon sił austriackich – I dywizjon – tworzyło 7 fregat pancernych. Pozostałe austriackie okręty były drewniane i nieopancerzone, najsilniejszy z nich był 92-działowy okręt liniowy "Kaiser", ponadto Austriacy posiadali 5 drewnianych fregat i 13 mniejszych okrętów (korwet, kanonierek i szkunerów). 

## Bitwa
Austriacka eskadra nadpływała z zachodu w zwartym szyku, uformowana w trzy dywizjony, płynące blisko jeden za drugim. Szyk okrętów w każdym dywizjonie tworzył klin. W czołowym I dywizjonie płynęło 7 fregat pancernych z okrętem flagowym "Erzherzog Ferdinand Max" na czele. Admirał Tegetthoff, zdając sobie sprawę z niższości artylerii jego okrętów, realizował plan podejścia możliwie blisko do włoskich okrętów, aby zniwelować przewagę zasięgu i celności artylerii włoskiej, a w sprzyjających warunkach – taranować.
O godzinie 10.45 okręty włoskie otworzyły ogień z dużej odległości. Wówczas adm. Persano zmienił swój okręt flagowy z fregaty pancernej "Re d'Italia" na okręt pancerny "Affondatore". O zmianie jednak nie powiadomił reszty floty, a na "Re d'Italia" pozostała flaga admiralska, co spowodowało następnie, że sygnały przekazywane przez admirała z "Affondatore" nie były wykonywane przez pozostałe okręty.
Pancerne okręty włoskie w szyku torowym miały nakazane odległości pomiędzy nimi około 200 m, lecz w rzeczywistości odstępy były większe. Ponadto manewr zmiany okrętu flagowego, wymagający zastopowania dalszych okrętów, spowodował, że odstęp między płynącymi na czele trzema fregatami straży przedniej a siłami głównymi w składzie fregat "Re d'Italia" i „San Martino”, korwety „Palestro” i taranowca "Affondatore", sięgnął 1400 m. Na skutek ognia prowadzonego przez obie strony widoczność była w znacznym stopniu ograniczona przez chmury dymu prochowego. I właśnie przez powstałą lukę przepłynął I dywizjon austriacki, po nieudanej próbie taranowania. Trzy okręty włoskiej straży przedniej wykonały następnie zwrot w lewo w celu zaatakowania drewnianych okrętów II dywizjonu, a za nimi zawrócił I dywizjon austriacki. Po nadpłynięciu sił włoskiego centrum z "Re d'Italia" na czele doszło do chaotycznej walki na bliskie odległości.
W tym czasie austriackie drewniane okręty II i III dywizjonu, dowodzone przez komodora von Petza, skręciły na południe, w kierunku końca włoskiej linii. Zamierzał on dojść do drewnianych okrętów włoskich, w tym celu musiał jednak przejść przez linię okrętów pancernych. Prowadzący II dywizjon okręt liniowy "Kaiser", wraz z pozostałymi okrętami dywizjonu, ostrzelał dwa okręty pancerne "San Martino" i "Palestro" włoskiego centrum szyku, nie przebijając ich pancerzy, lecz za to wzniecając pożary. Okręty te wyszły na skutek tego z szyku, lecz wówczas nadpłynęły 3 pozostałe pancerniki włoskiej straży tylnej. Zdając sobie sprawę ze swoich ograniczonych szans w walce artyleryjskiej z jednostkami pancernymi, von Petz podjął próbę staranowania okrętem liniowym "Kaiser" włoskiej fregaty pancernej "Re di Portogallo", pomimo że jego okręt nie miał taranu. Na skutek taranowania i ostrzału, nie powodując znacznych uszkodzeń u przeciwnika, "Kaiser" sam odniósł poważne uszkodzenia, po czym stanął w płomieniach.
W tym czasie w czele szyku włoski pancernik "Re d'Italia" doznał uszkodzenia steru, walcząc z 4 austriackimi pancernikami, po czym około 11.30 został staranowany przez austriacki okręt flagowy "Erzherzog Ferdinand Max" i zatonął. Austriacki admirał podjął wprawdzie próbę ratowania rozbitków, lecz nie przyniosła ona dużych rezultatów.
Ciężko uszkodzony "Kaiser", wycofując się z małą prędkością razem z pozostałymi jednostkami II i III dywizjonu w kierunku portu św. Jerzego na Lissie, natknął się na taranowiec "Affondatore". Przed zatopieniem "Kaisera" uratowało jednak pojawienie się dwóch austriackich fregat pancernych, "Prinz Eugen" i "Don Juan de Austria", które odpędziły włoski okręt i "Kaiser" zdołał schronić się w porcie.
Zespół drewnianych okrętów włoskich wiceadmirała Albiniego usiłował przystąpić do walki z II i III dywizjonem austriackim, przedzierającym się przez włoską linię, lecz został zniechęcony przez pojawienie się dwóch wspomnianych fregat pancernych. Pomimo rozkazów admirała Persano, sygnalizowanych z "Affondatore", nie w pełni zrozumianych jako rozkazy admiralskie, zespół Albiniego ostatecznie wycofał się za linię własnych okrętów pancernych.
Około południa okręty austriackie po przedarciu się skoncentrowały się pod portem św. Jerzego, natomiast okręty włoskie – na północ od nich, w odległości zaledwie około kilometra. W zespole włoskim płonęła korweta pancerna "Palestro", która następnie po południu wybuchła i zatonęła. Pomimo że flota włoska w dalszym ciągu miała przewagę liczebną i jakościową, admirał Persano zarządził odwrót.

## Wynik
Pomimo braku rozstrzygającego rezultatu, bitwa stanowiła niewątpliwe zwycięstwo Austriaków. Dysponując nieco słabszymi siłami, osiągnęli oni cel w postaci pomocy Lissie, zatapiając przy tym dwa włoskie okręty pancerne. Po stronie austriackiej niezdolny do walki był jeden okręt liniowy. Porażka Włochów była w znacznej części wynikiem błędów dowodzącego flotą włoską adm. Persano, w tym niepowiadomienia floty o zmianie okrętu flagowego i nie użycia okrętów drewnianych, część historyków zarzuca mu także zrezygnowanie z dalszej walki po przebiciu się floty austriackiej. W bitwie zginęło 544 marynarzy włoskich, z tego tylko 17 od ognia artylerii, pozostali – z zatopionymi okrętami. Po drugiej stronie, zginęło 38 marynarzy austriackich, rannych zostało 138. Zwycięstwo pod Lissą nie miało jednak wpływu na ogólny bieg wojny, zakończonej klęską Austrii w bitwie pod Sadową.
Bitwa utwierdziła pogląd, będący jednak "ślepą uliczką" w taktyce walki na morzu, uznający taranowanie za podstawowy sposób walki. W rzeczywistości, na kilkanaście podjętych prób taranowania w czasie bitwy, do skutku doszły tylko dwie, a pozostałe atakowane okręty zdołały się uchylić. Z drugiej zaś strony, mały procent strzałów oddanych w toku bitwy stanowiły celne trafienia, co było skutkiem niedoskonałości ówczesnych dział i przyrządów celowniczych. Pancerz zaś okazał się nie do przebicia dla ówczesnych pocisków. Na skutek błędnego wyciągnięcia wniosków z bitwy przez teoretyków wojny morskiej, przez następne 50 lat wzmocniony dziób z taranem stał się stałym elementem architektury nowo budowanych okrętów, mimo jego nieprzydatności wraz z ulepszeniem artylerii okrętowej.